# NHKテクノロジーズ
株式会社NHKテクノロジーズ（エヌエイチケイテクノロジーズ、英: NHK Technologies, Inc.）は、日本放送協会 （NHK）の放送・通信・情報分野における総合技術プロダクションである。局内では「NT」と呼ばれている。
2019年4月、NHKメディアテクノロジーとNHKアイテックが経営統合し誕生した。

## 概要
同社の経営理念は、公共メディアであるNHKを支える総合技術会社として、創造性に富む企業文化を構築するとともに、多様な専門性と確かな技術力により社会に貢献することである。ミッションとして、NHKへの貢献、NHKグループ年表への貢献、さらには社会への貢献を掲げる。さらに、これらの経営理念やミッションを達成するための具体的な事業の柱として、NHK業務の着実な推進、新たなメディア環境の変化への対応、NHKグループとの連携強化、社会や文化創造への貢献を挙げている。

## 技術
番組制作からコンテンツ送出、情報システムの維持管理、放送電波の送受信環境整備、放送設備の整備保守といった、放送に関わるほぼ全ての技術業務をカバーするとしている。
同社が現在注力する技術分野としては、4K・8K放送、5G、サイバーセキュリティなどを挙げている。

## 沿革
- 1969年7月23日 - 全日本テレビサービス株式会社設立。
- 1984年10月 - 株式会社NHKテクニカルサービス設立。
- 1985年1月 - 株式会社NHKコンピューターサービス設立。
- 1990年10月1日 - 全日本テレビサービスが、株式会社NHKアイテックに社名変更。
- 2008年4月 - NHKテクニカルサービスとNHKコンピューターサービスを経営統合し、株式会社NHKメディアテクノロジー設立。
- 2019年4月 - NHKアイテックがNHKメディアテクノロジーを吸収合併し、株式会社NHKテクノロジーズに社名変更。

## 組織
| 内部監査室           |                                    |                                 |            |
| リスク管理室         |                                    |                                 |            |
|                      | 経営企画室                         | 計画管理部                      | 計画管理部 |
| 総務・人事部         | 経営企画室                         |                                 |            |
| 経理部               | 経営企画室                         |                                 |            |
| IT企画部             | 経営企画室                         |                                 |            |
| ファシリティ技術本部 | 企画・推進部                       | 企画・推進部                    |            |
| ファシリティ技術本部 | 営業推進部                         |                                 |            |
| ファシリティ技術本部 | NHK事業部                          |                                 |            |
| ファシリティ技術本部 | システムソリューション部           |                                 |            |
| ファシリティ技術本部 | 建築ソリューション部               |                                 |            |
| デジタル開発技術本部 | 企画・推進部                       | 企画・推進部                    |            |
| デジタル開発技術本部 | セキュリティ推進部                 |                                 |            |
| デジタル開発技術本部 | ITインフラ整備部                   |                                 |            |
| デジタル開発技術本部 | 放送システム部                     |                                 |            |
| デジタル開発技術本部 | 視聴者システム部                   |                                 |            |
| デジタル開発技術本部 | ビジネスシステム部                 |                                 |            |
| デジタル開発技術本部 | 基幹システム運用部                 |                                 |            |
| デジタル開発技術本部 | 報道システム運用部                 |                                 |            |
| デジタル開発技術本部 | ITシステム開発部                   |                                 |            |
| デジタル開発技術本部 | 番組設備整備部                     |                                 |            |
| メディア技術本部     | 企画・推進部                       | 企画・推進部                    |            |
| メディア技術本部     | 事業展開部                         |                                 |            |
| メディア技術本部     | 制作ソリューション部               |                                 |            |
| メディア技術本部     | TD・システム部                     |                                 |            |
| メディア技術本部     | 制作技術部                         |                                 |            |
| メディア技術本部     | ビジュアルデザイン部               |                                 |            |
| メディア技術本部     | 送出技術部                         |                                 |            |
| メディア技術本部     | 報道技術部                         |                                 |            |
| 地域事業本部         | 東京総支社                         | 長野事業所（NHK長野放送局）     |            |
| 地域事業本部         | 東京総支社                         | 松本分室                        |            |
| 地域事業本部         | 東京総支社                         | 新潟事業所（NHK新潟放送局）     |            |
| 地域事業本部         | 東京総支社                         | 甲府事業所（NHK甲府放送局）     |            |
| 地域事業本部         | 東京総支社                         | 前橋事業所（NHK前橋放送局）     |            |
| 地域事業本部         | 東京総支社                         | 水戸事業所（NHK水戸放送局）     |            |
| 地域事業本部         | 東京総支社                         | 宇都宮事業所（NHK宇都宮放送局） |            |
| 地域事業本部         | 東京総支社                         | 千葉事業所                      |            |
| 地域事業本部         | 大阪総支社                         | 京都事業所（NHK京都放送局）     |            |
| 地域事業本部         | 大阪総支社                         | 神戸事業所（NHK神戸放送局）     |            |
| 地域事業本部         | 大阪総支社                         | 和歌山事業所（NHK和歌山放送局） |            |
| 地域事業本部         | 大阪総支社                         | 奈良事業所（NHK奈良放送局）     |            |
| 地域事業本部         | 大阪総支社                         | 大津事業所（NHK大津放送局）     |            |
| 地域事業本部         | 名古屋総支社                       | 金沢事業所（NHK金沢放送局）     |            |
| 地域事業本部         | 名古屋総支社                       | 静岡事業所（NHK静岡放送局）     |            |
| 地域事業本部         | 名古屋総支社                       | 福井事業所（NHK福井放送局）     |            |
| 地域事業本部         | 名古屋総支社                       | 富山事業所（NHK富山放送局）     |            |
| 地域事業本部         | 名古屋総支社                       | 津事業所（NHK津放送局）         |            |
| 地域事業本部         | 名古屋総支社                       | 岐阜事業所（NHK岐阜放送局）     |            |
| 地域事業本部         | 広島総支社 （NHK広島放送センター） | 岡山事業所（NHK岡山放送局）     |            |
| 地域事業本部         | 広島総支社 （NHK広島放送センター） | 松江事業所（NHK松江放送局）     |            |
| 地域事業本部         | 広島総支社 （NHK広島放送センター） | 鳥取事業所（NHK鳥取放送局）     |            |
| 地域事業本部         | 広島総支社 （NHK広島放送センター） | 山口事業所（NHK山口放送局）     |            |
| 地域事業本部         | 福岡総支社 （NHK福岡放送センター） | 北九州分室（NHK北九州放送局）   |            |
| 地域事業本部         | 福岡総支社 （NHK福岡放送センター） | 熊本事業所（NHK熊本放送局）     |            |
| 地域事業本部         | 福岡総支社 （NHK福岡放送センター） | 長崎事業所（NHK長崎放送局）     |            |
| 地域事業本部         | 福岡総支社 （NHK福岡放送センター） | 鹿児島事業所（NHK鹿児島放送局） |            |
| 地域事業本部         | 福岡総支社 （NHK福岡放送センター） | 宮崎事業所（NHK宮崎放送局）     |            |
| 地域事業本部         | 福岡総支社 （NHK福岡放送センター） | 大分事業所（NHK大分放送局）     |            |
| 地域事業本部         | 福岡総支社 （NHK福岡放送センター） | 佐賀事業所（NHK佐賀放送局）     |            |
| 地域事業本部         | 福岡総支社 （NHK福岡放送センター） | 沖縄事業所（NHK沖縄放送局）     |            |
| 地域事業本部         | 仙台総支社                         | 秋田事業所（NHK秋田放送局）     |            |
| 地域事業本部         | 仙台総支社                         | 山形事業所（NHK山形放送局）     |            |
| 地域事業本部         | 仙台総支社                         | 盛岡事業所（NHK盛岡放送局）     |            |
| 地域事業本部         | 仙台総支社                         | 福島事業所（NHK福島放送局）     |            |
| 地域事業本部         | 仙台総支社                         | 青森事業所（NHK青森放送局）     |            |
| 地域事業本部         | 札幌総支社 （NHK札幌放送局）       | 旭川分室（NHK旭川放送局）       |            |
| 地域事業本部         | 札幌総支社 （NHK札幌放送局）       | 釧路分室（NHK釧路放送局）       |            |
| 地域事業本部         | 札幌総支社 （NHK札幌放送局）       | 函館分室（NHK函館放送局）       |            |
| 地域事業本部         | 松山総支社 （NHK松山放送局）       | 高知事業所（NHK高知放送局）     |            |
| 地域事業本部         | 松山総支社 （NHK松山放送局）       | 徳島事業所（NHK徳島放送局）     |            |
| 地域事業本部         | 松山総支社 （NHK松山放送局）       | 高松事業所（NHK高松放送局）     |            |